# 擬聲詞
拟声词（英語：Onomatopoeia）也称为象声词、摹声词、状声词。它是摹拟事物的声音的一种词汇。在汉语裡，它只是把汉字当成“标音”符号，用来表音，而和字义无关。
拟声词可以描绘物体的声音，如“哗啦哗啦”形容雨声、“叮当”形容铃声、“切裂裂”形容沙槌声、“呼呼”形容风声；也可以形容动物的声音，例如「汪汪」形容狗吠聲、「喵喵」形容貓叫聲、「咩咩」形容羊叫聲、「哞哞」或「吽吽」形容牛叫聲、「蟈蟈」形容青蛙或蟋蟀叫聲、「嘎嘎」形容鴨叫聲、「嘎嘎」形容鵝叫聲；也有人的声音，如“叽哩咕噜”形容说话，“呼哧”形容喘息。
但是形容人的感叹的声音的词如“啊呀”、“唉”不算是擬声词。

## 外部連結
- Derek Abbott's Animal Noise Page
- Over 300 Examples of Onomatopoeia
- BBC Radio 4 show discussing animal noises （页面存档备份，存于）
- Tutorial on Drawing Onomatopoeia for Comics and Cartoons (using fonts) （页面存档备份，存于）
- WrittenSound, onomatopoeic word list （页面存档备份，存于）
- Examples of Onomatopeia （页面存档备份，存于）